# Тычков, Юрий Игоревич
Юрий Игоревич Тычков (1930—2008) — советский и российский инженер, в 1975—1986 директор ПО «Север» (завода п/я 32). Замминистра атомной промышленности (1986—1996).
Родился 2 января 1930 г. в Москве.
Окончил Новосибирский сельскохозяйственный институт (1951) и Всесоюзный заочный политехнический институт (1955) по специальности «Станки и инструмент».
С 1957 г. работал на предприятии п/я 32: инженер-конструктор, заместитель главного
технолога, а с 1975 по 1986 г. директор завода (ПО «Север»).
Был инициатором и руководителем работ по внедрению автоматических систем управления технологическими процессами.
С октября 1986 г. заместитель министра среднего машиностроения СССР (курировал вопросы технико-экономических исследований и автоматизации производственных процессов). Заместитель Министра по атомной энергии России (до 1996 г.)
Кандидат технических наук (1974), доктор экономических наук (1986). Профессор.
С 1979 по 1988 г. преподавал на ЭФ НГУ: доцент, профессор (с 1986 г.) кафедры моделирования и управления промышленным производством.
Лауреат Государственной премии СССР (1972) и Государственной премии РФ. Награждён орденами Ленина, Трудового Красного Знамени (дважды), «Знак Почёта» и многими медалями, в том числе «За трудовую доблесть».
Умер 20 февраля 2008 г.